# Charles-Philippe Larivière
Pour les articles homonymes, voir Larivière.
Charles-Philippe Auguste Larivière, né le 28 septembre 1798 à Paris et mort dans la même ville le 29 février 1876, est un peintre français.

## Biographie

### Famille
Charles-Philippe Larivière est le petit-fils du peintre Charles Lepeintre (1735-1803), et le beau-père du peintre Albert Maignan, époux de sa fille Étiennette, elle-même pastelliste et portraitiste. Son frère, Louis-Eugène Larivière (vers 1801-1823), est également peintre. En 1849, il épouse à Saint-Prix, Eugénie Louise Saint-André, avec pour témoin du mariage le peintre Jacques Édouard Quecq.

### Formation
Élève de Paulin Guérin, de Girodet et de Gros, Charles-Philippe Larivière est admis à l'École des beaux-arts de Paris en 1813. Il obtient le second prix de Rome en 1819 puis une médaille d'encouragement en 1820. En 1824, sa composition sur le sujet de La Mort d'Alcibiade lui permet de remporter le grand prix de Rome, grâce auquel il séjourne à la villa Medicis jusqu'en 1830.

### Carrière artistique
Réceptif à la sensibilité de l'école romantique, mais formé à la discipline de la peinture néoclassique, cet artiste officiel reconnu se spécialise dans la peinture d'histoire. Il expose pour la première fois au Salon de 1827 et y obtient des médailles à deux reprises en 1831 et 1855. Charles-Philippe Larivière bénéficie d'importantes commandes publiques et reçoit les insignes de chevalier de la Légion d'honneur en 1836. Il obtient aussi l'ordre tunisien du Nichan Iftikhar.
On lui doit de nombreux tableaux de batailles et d'événements publics, des portraits de personnalités, ainsi que des toiles d'inspiration religieuse. Il est l'auteur de trois des œuvres de la galerie des Batailles du château de Versailles. 
Il mourut à Paris le 29 février 1876. 
Sa famille légua son fonds d’atelier au musée de Picardie à Amiens.

## Distinctions
- Chevalier du Nichan Iftikhar
- Chevalier de la Légion d'honneur

## Œuvres
Il peint l’Accueil de l’empereur Napoléon III à la Cour d’appel de Riom le 7 juillet 1862, une œuvre offerte en 1867 par l'empereur au tribunal de Riom où elle est conservée dans la salle d'audience de la première chambre (salle Bonjean).
Parmi les portraits historiques qu'il a signés pour la collection de tableaux du musée de l'Histoire de France  à Versailles figurent ceux des maréchaux Rochambeau, Bugeaud et Saint-Arnaud. Son portrait en pied du général Dode de La Brunerie orne l'escalier d'honneur du pavillon du roi, au château de Vincennes.
Charles-Philippe Larivière a aussi décoré une chapelle à l'église Saint-Eustache à Paris et, comme Ingres, réalisé des cartons de vitraux pour la chapelle royale de Dreux. 
Certaines de ses œuvres ont été éditées en lithographies ou gravures, comme son Portrait d'Achille Fould interprété par Eugène Leguay.
Le dernier tableau de Larivière entré dans les collections publiques françaises, Le Tasse convalescent au couvent de Saint-Onufre, a été acquis en 2001 par le musée de Grenoble.
- Tête de jeune homme, vers 1825, huile sur toile, 39 x 32 cm, musée des Beaux-Arts d'Orléans[5].

Œuvres de Charles-Philippe Larivière
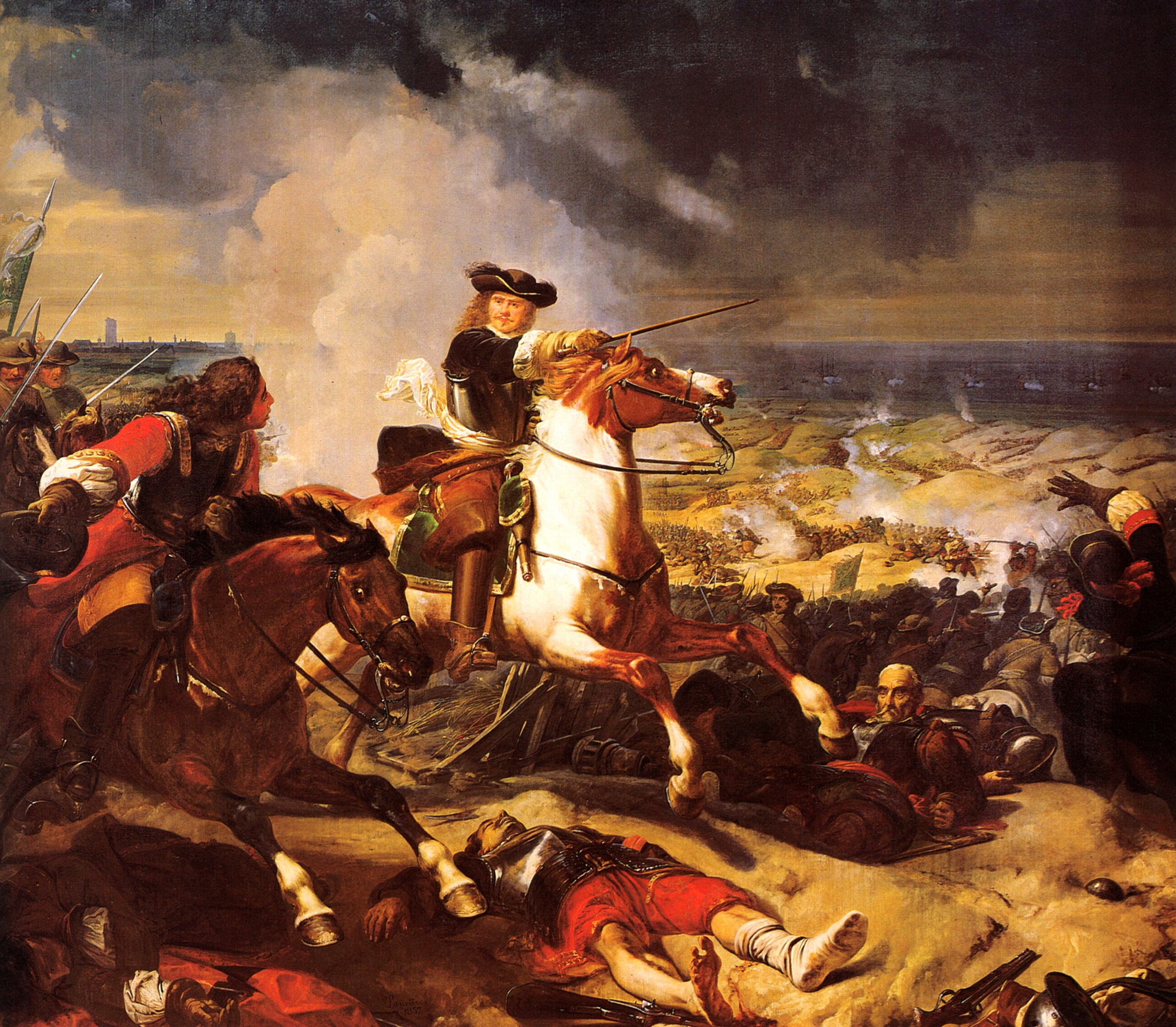
La Bataille des Dunes au siège de Dunkerque (1658) (1837), Versailles, musée de l'Histoire de France.
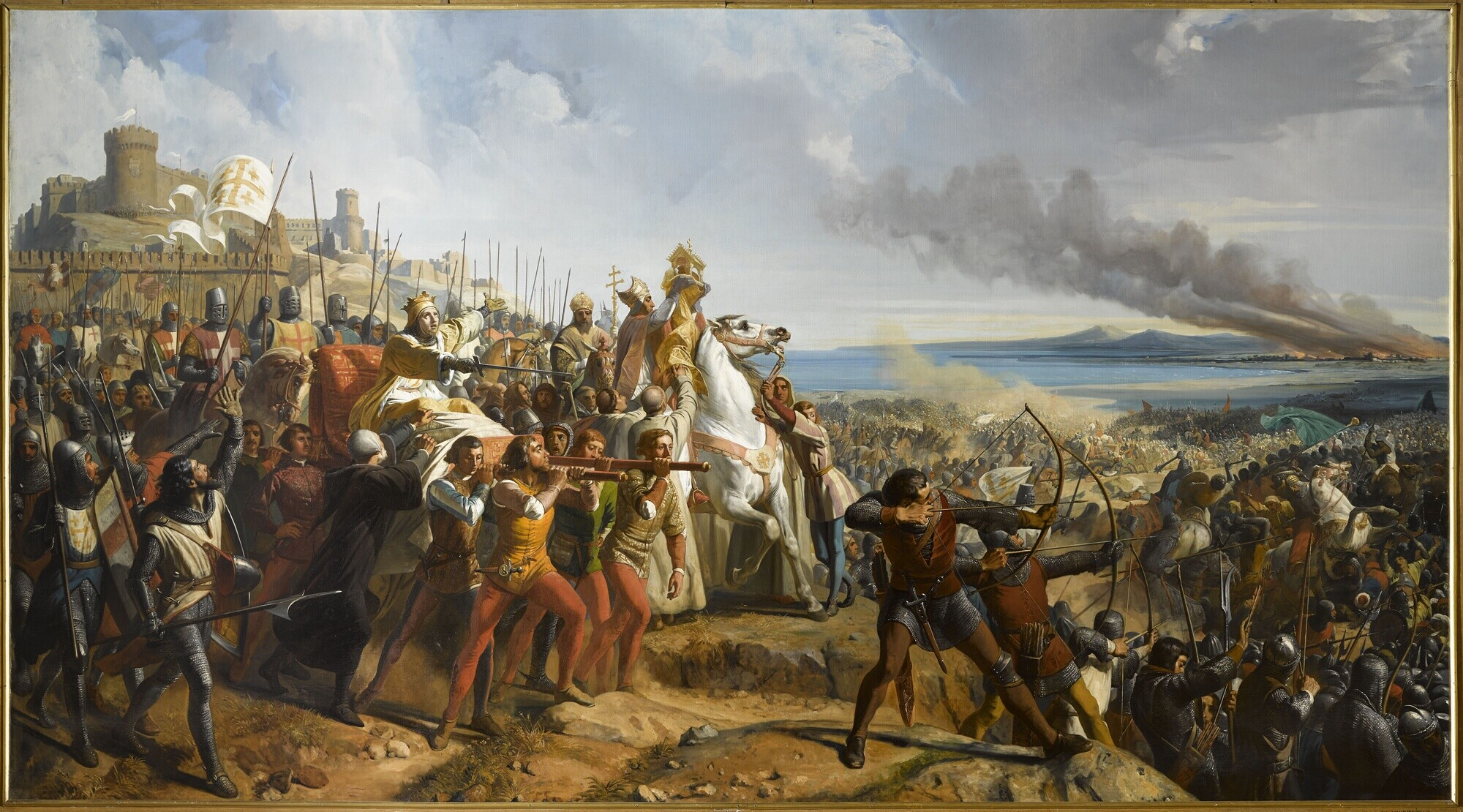
Bataille d'Ascalon, 18 novembre 1177 (1842-1844), Versailles, musée de l'Histoire de France.
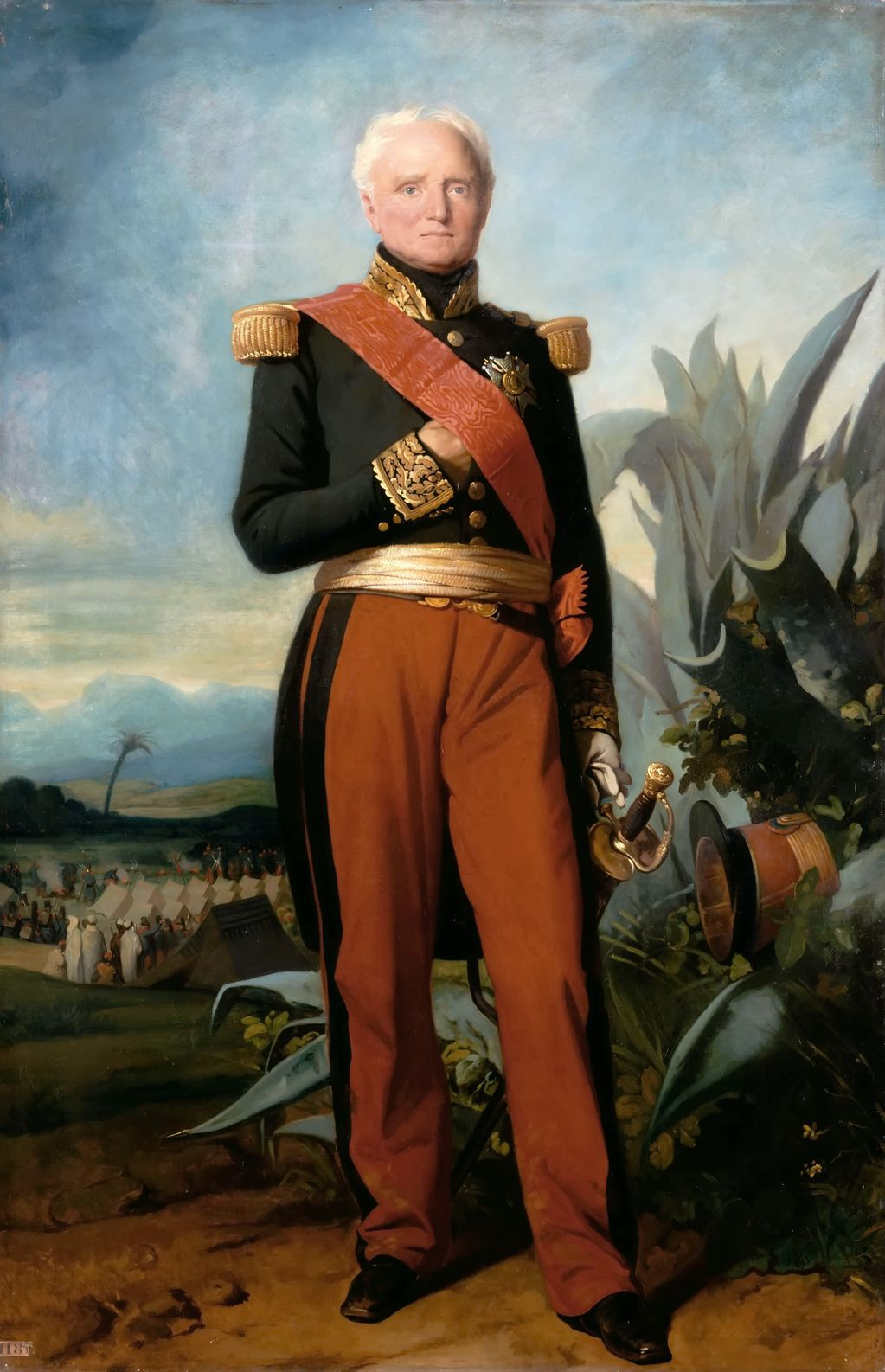
Le Maréchal Bugeaud (1843), Versailles, musée de l'Histoire de France.
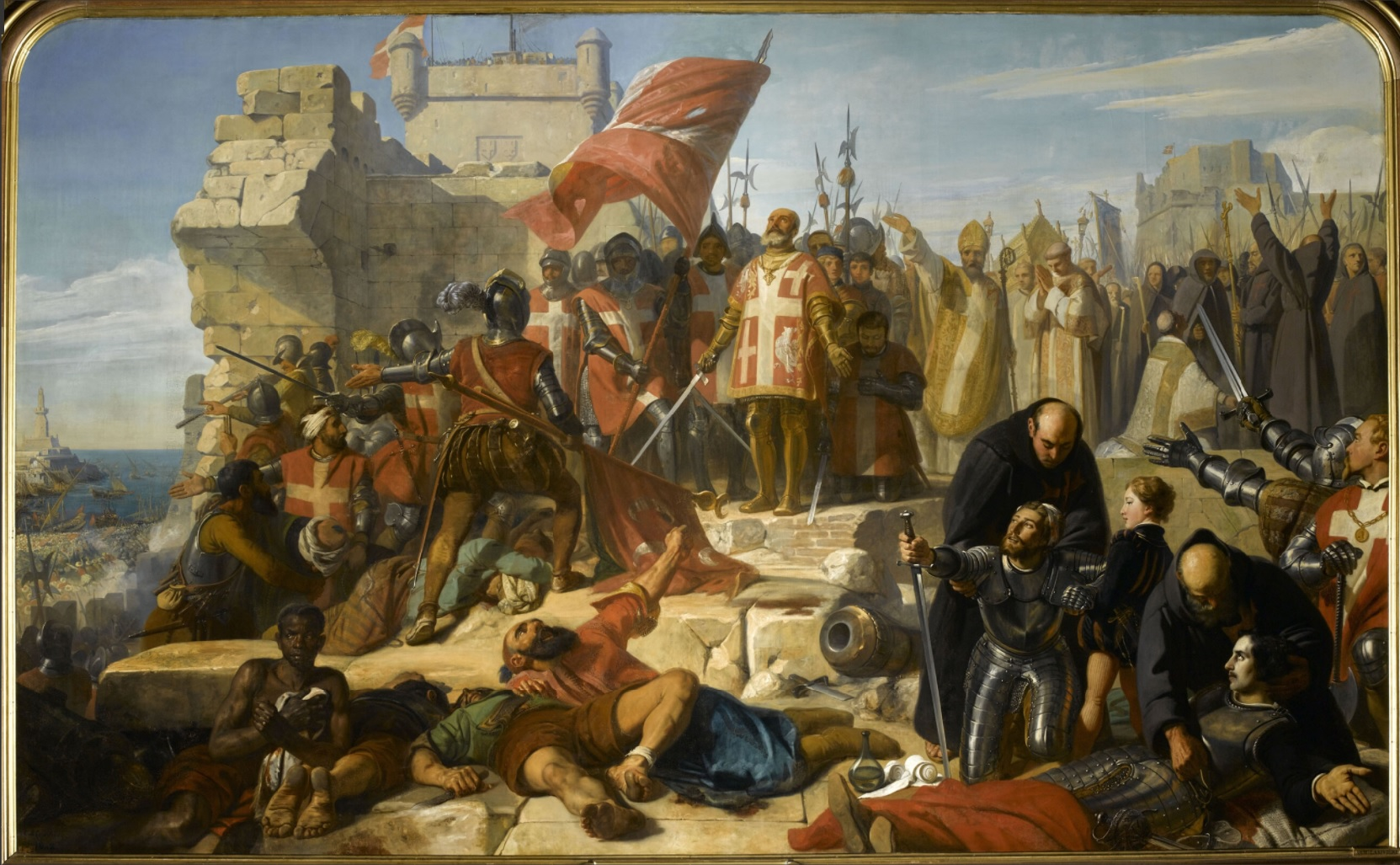
Levée du siège de Malte (1843), Versailles, musée de l'Histoire de France.